# Phyllanthus ambatovolanus
Phyllanthus ambatovolanus là một loài thực vật có hoa trong họ Diệp hạ châu. Loài này được Leandri miêu tả khoa học đầu tiên năm 1938.